# Саттон (Північна Дакота)
Саттон (англ. Sutton) — переписна місцевість (CDP) в США, в окрузі Гріггс штату Північна Дакота. Населення — 17 осіб (2010).

## Географія
Саттон розташований за координатами 47°24′14″ пн. ш. 98°26′28″ зх. д. / 47.40389° пн. ш. 98.44111° зх. д. (47.403796, -98.441035).  За даними Бюро перепису населення США в 2010 році переписна місцевість мала площу 0,53 км², уся площа — суходіл.

## Демографія
Згідно з переписом 2010 року, у переписній місцевості мешкало 17 осіб у 11 домогосподарстві у складі 6 родин. Густота населення становила 32 особи/км².  Було 23 помешкання (43/км²).
Расовий склад населення:
| - 94,1 % — білих - 5,9 % — чорних або афроамериканців |

До двох чи більше рас належало 0,0 %. Частка іспаномовних становила 0,0 % від усіх жителів.
За віковим діапазоном населення розподілялося таким чином: 0,0 % — особи молодші 18 років, 47,1 % — особи у віці 18—64 років, 52,9 % — особи у віці 65 років та старші. Медіана віку мешканця становила 66,3 року. На 100 осіб жіночої статі у переписній місцевості припадало 142,9 чоловіків;  на 100 жінок у віці від 18 років та старших — 142,9 чоловіків також старших 18 років.
Цивільне працевлаштоване населення становило 0 осіб. 